# Robert Stannard
Robert Stannard   (Sydney, 16 de setembre de 1998) és un ciclista australià d'origen neo-zelandès. Actualment corre a l'equip Bahrain Victorious. En el seu palmarès destaca el Tour de Valònia del 2022.

## Palmarès
- 2016
  - Vencedor d'una etapa al Tour of the Great South Coast
- 2017
  - 1r al Gravel and Tar
  - Vencedor d'una etapa al Rhône-Alpes Isère Tour
- 2018
  - 1r al Giro del Belvedere
  - 1r al Gran Premi de Poggiana
  - 1r al Piccolo Giro de Llombardia
  - Vencedor d'una etapa al Tour de Bretanya
  - Vencedor d'una etapa al Girobio
- 2022
  - 1r al Tour de Valònia

### Resultats a la Volta a Espanya
- 2020: 76è de la classificació general
- 2021: 119è de la classificació general
- 2022. 81è de la classificació general